# 実績 (コンピュータゲーム)

実績通知の一例

コンピュータゲームにおける実績（じっせき）とは、ゲームのパラメータ外で設定された目標である。ゲームによっては、トロフィー、バッジ、アワード、スタンプ、メダル、チャレンジ、アチーブメントなどとして言及されることもある。通常、コンピュータゲームのゴールの設定、ゲームプレイに直結するクエスト、タスク、レベルのようなゲーム内システムとは異なり、実績は通常、ゲーム環境やアーキテクチャの外で行われる。達成条件を満たし、それがゲームで認識されると実績解除（アンロック）となる。

## 目的とモチベーション
作品をできるだけ長くプレイしてもらうために単にゲームクリアするだけでなく、全てのシークレットを発見、すべての課題を達成する必要があるという動機をプレイヤーに与えるためにゲームに実績が存在する。これは事実上、開発者がプレイヤーに与えた対処されるべき任意の課題である。達成するためにはゲームで通常の進捗状況（各ステージをクリアした成果など）を終えると、シークレットのパワーアップの解除やステージを解放させるなど二次的な目標と作品自体の固有の目標と一致するか、一次的二次的な目標から離れ、特に難易度が高いか通常しない方法で完了させることで獲得できる（タイムアタック（『Braid』）、敵を殺さずプレイ（『デウスエクス』、『Dishonored』））、決められた回数をプレイ、ゲーム内の映像を見る、決められた回数だけオンライン対戦で相手を倒すなどがある。実績によっては他の実績を参照することがある。多くの場合、プレイヤーが他のすべての実績を獲得する必要がある実績が1つある。
従来のシークレットは、解除するための方法が実績と似ていてもプレイの簡単さ（『スーパーマリオブラザーズ』のワープ土管など）や追加の機能（『DOOM』のようなファーストパーソン・シューティングゲームの隠し武器やステージ）という形でプレイヤーに何かしら直接的な利益を与えていたが、実績はストーリーに限るわけではなく、プレイヤーにゲーム内で直接的な利益や追加機能がないこともある。また、現代のゲームの実績は通常、ゲーム環境の外（インターネット上）で確認することが可能で、プレイヤーのオンラインプロフィールの一部となっている（Xbox 360、Xbox OneタイトルとGames for Windows – Live対応PCゲームのMicrosoftのLive AnywhereNetwork用のゲーマータグ、PlayStation Network用のPSN ID、Steam用ユーザープロフィールの実績ショーケース、『World of Warcraft』用のアーモリープロフィール、『ファイナルファンタジーXIV: 新生エオルゼア』のロードストーンプロフィール）。
プレイヤーが実績を獲得しようとする動機は、自分がプレイしたタイトルの総合スコア（Xbox Liveのゲーマースコア、PSNのトロフィーレベル、Steamの実績ショーケース）を上げていき、実績やトロフィーのプロフィールを公開することで、自分のプレイが評価されることにある。中には、特段ゲームを楽しむのではなく、実績の解除をゴールとして追い求めるプレイヤーもいる。このようなプレイヤーのコミュニティは「アチーブメントハンター」と呼ばれる。日本では「実績厨」と呼ばれる。
一部では、ゲーム内でプレイに直接利益を与える実績システムも存在するが、通常は実績自体とは一致しない。『コール オブ デューティ』のマルチプレイのチャレンジのような場合である。同作のチャレンジは決められた回数のヘッドショットやキルがあり、達成させるだけでなく、装備できるボーナス項目で報酬が入手できる。『Team Fortress 2』では9クラスごとに3つのマイルストーンがある。各クラスで決められた回数の実績を達成してマイルストーンに到達すると、プレイヤーはクラスの固有のトレード不可武器を入手する。

## 起源と実装

### シングルゲームの実績
ゲームの成果に関するシステムは1982年のアクティビジョンのPatches for high scoresまで遡れる。それはゲームマニュアルが決められた高得点を達成したプレイヤーに、得点表示されているテレビを写真撮影し、それを送ってボーイスカウトがスカウトバッジを獲得するのと似た方法で物理的な鉄製のパッチを受け取ることができた。これは多くのアクティビジョンタイトルに存在し、作品のほとんどは人気ハードのAtari 2600向けだったが、インテレビジョン、コレコビジョン、Atari 5200、そしてコモドール64の少なくとも一作にパッチと同様のシステムがあった。パッチは『ピットフォール』のハリーのようなキャラクターからの手紙で達成したプレイヤーを祝うものだった。1983年末までに、アクティビジョンの新作ゲームにこのシステムはなくなっているが、同社の過去作でもこのプロセスを尊重していた。
1990年のAmiga向けゲーム『E-Motion』は、ゲーム自体に何らかの成果を設定した最初期のゲームの1つだった。同作ではこれを「シークレットボーナス」と呼んだ。右回転せずにステージクリア、特定のステージで完全クリアしないなどの5つのボーナスがあった。
多くの作品には、他のプラットフォームとは別に独自のゲーム内実績がある。現代のMMORPGのほとんどにはそれが存在する。『World of Warcraft』や『新生FFXIV』のように作品公式サイトのユーザープロフィールから閲覧できたり、ゲームがAPIを提供して実績データを他サイトから取得することもできる。

### プラットフォーム（マルチゲーム）の実績
2005年、MicrosoftがXbox 360を発売し、Xbox Liveの機能の一環として実績システムが搭載された。
2007年、Valveは同社のSteam向け作品にプラットフォームベースのマルチゲーム実績システムを搭載した2番目の大手パブリッシャーとなり、Windows、Mac OS X、Linux、SteamOSベースのゲームを幅広くカバーした。
2008年、ソニー・コンピュータエンタテインメントはPlayStation 3にトロフィーシステムを搭載、PlayStation PortableにPSN接続機能はあったがトロフィーは搭載されなかった。2011年にPSPの後継機であるPlayStation Vitaと同ハード向けゲームはトロフィーに対応、PlayStation 4も同じく搭載された。
2010年10月21日、MicrosoftはモバイルOSのWindows Phone 7を発売、後継のWindows Phone 8とともに実績が搭載されたXbox Liveに対応。
2011年10月12日、AppleはiPhone、iPad、iPod touch向けのiOS 5を配信、実績システムGame Centerを搭載した。Android版はGoogle Play ゲームから入手可能。
2012年7月11日よりAmazon.comのKindleはAmazon Game Circleのサービスを開始、Kindle対応の一部ゲームの実績とリーダーボードを記録する。
FLASHゲームサイトKongregateはXbox LiveのゲームスコアやPSNのトロフィーシステムのようにユーザーポイントとを獲得するバッジを搭載。トロフィーと同じく、ポイントでプレイヤーのレベルが上昇する。

## 受容
PSNトロフィーのトラッキングサイトTrueTrophiesは2012年時点でPlayStation Vitaで多く遊ばれたのは著名シリーズ作品が目立ったが、2018年になるとモバイルゲームの移植されたインディーズゲームが上位にあり、コンプリート時間も短くなっている。同年配信の『Little Adventure on the Prairie』はコンプリート率90パーセント超えで、ゲームとしてはクオリティの低いアニメーション、道を進んで剣を振る単調な内容だが、同作のプログラマであるSalem Al-Ghanimはスタジオの資金繰りが苦しかったときに友人からの提案で移植版では低価格、15分から20分程度でプラチナトロフィーまで獲れるようにした結果、TrueTrophyのランキング1位となった。Petite Gemesのようにトロフィー解除ゲームをいくつも出していくことでVitaユーザーに訴求させているメーカーもある。またTrueTrophiesは日本のビジュアルノベルとトロフィー解除ゲームがVitaを支えているとみている。
実績取得に重きを置いたようなゲームは否定的にみられることもあり、2017年にPlayStation 4向け作品『1000 Top Rated』は発売から2日で配信停止、ソニー側からは発売元へタイトル変更とストアのトレイラー映像でトロフィーについて触れないことが再配信の条件として示された。同作はパズルゲームだがBGMもなくトロフィーが解除された音だけが鳴るトロフィーを買わせるようなゲームであったためトロフィー商法だとしてゲームレビュアーに批判された。ただ、ソニー側からはセールス方法を問題視されたのであって簡単にプラチナトロフィーが取得できることが問われたわけではないとみられる。2018年にSteamはフェイクゲーム対策の1つとして実績機能を制限、1タイトルに100個までや基準を満たすまではグローバル実績、プロフィールの実績ショーケース、アカウントライブラリのゲーム数、ゲームコレクターショーケース、クーポンの対象外にすると発表した。VT Publishingの『Dungeon Creepster』は実績全500個の名前と画像が同時期に配信された同メーカーの『Phantom Solodier』と同じで、AUTOMATONのRyuki Ishiiは売上を伸ばすためのポイントが実績数なら、中身に力を入れる必要はないが、それで本当にいいのか疑問を投げかけ、ここまでくるとメーカーは自社作品を通じて実績システムの欠陥を指摘しているかもしれないとしている。
Microsoftが開催したGamefesta Japan 2008で行われたパネルディスカッションでは理想の実績として簡単過ぎず、ランクマッチでは対戦と無関係なこと（木を何本破壊など）はさせず対戦に専念させるべきで、ゲーム寿命を延ばそうとして長時間のプレイを強要すると評価を落とすためそういったものはダウンロードコンテンツでやるべきで、誤って手放してしまうともう一度周回が必要なアイテムが関わっているときはそれを防ぐようにして欲しい（『トラスティベル 〜ショパンの夢〜』）、よくない実績は通常100人程度のオンライン人口ながら1000人いる状態を求めたような不可能に近い場合（『NBA 2007』）といったことが挙げられ、そしてマイナスな印象を受けるプレイ（100回死亡など）や特定のプレイを強いるのも駄目な実績である。
インディーズゲームスタジオのトライブゲームス代表チャールズ・マグレガーは良い実績と悪い実績は何かをインディ開発者や一般ゲーマーに話を聞いた結果、良い実績としてプレイしていくうちに段々解除されるもので、章をクリアや敵を何体倒す、特定の要素でプレイヤーを誘う実績も決め方によっては良いが作業だと感じる面倒な条件は逆効果だとし、悪い実績として長時間のプレイが必要になるもの（5時間でクリア可能だが実績解除に50時間必要など）だが多少の作業プレイは受け入れられており、進行度を確認できるようにするべきと言い、そして解除条件が全く不明な実績で、秘密にするならネタバレやプレイすれば必ずとれるような場合に限って欲しいとの意見があった。ゲームプロデューサーロッド・ファーガソンはマルチプレイでは実績解除のために他のプレイヤーの迷惑になる可能性や全プレイヤーが一定の成功体験を得られるようにすべきで、開発者側からは実績解除状況がわかることでクリアしたプレイヤー数や、どのゲームモードが好まれているかの分析にも使えるとしている。
AUTOMATONのNobuyuki Yasudaは良い実績はゲームの進行度で解除されているものでストーリークリア、特定のステージクリア、一定のレベルまで上げる、楽しみの導線になるもの（特定の武器で50キルなど）、悪い実績は「吐いて捨てるほど存在」して主に無意味なプレイを強制させるもので、例として『PAYDAY 2』の何の効果もないパンプキンマスクを着けてショットガンで666人倒す実績はロールプレイ要素の否定で、人数も意味はあるとしてもゲーム的な面白さは全くなく、フランケンマスクを着けてTaserの電撃を25回受ける実績はマスクは同じく効果はなく、ダメージを受けることに面白さはなく偶然達成することもあり得ず、実績のためのプレイが必要と否定的で、同作の追加コンテンツによる実績はマスク絡みが多くてゲームと関係がないとしている。また、方法がわからないと解除できない実績やつまらないコマンド入力が必要な面白さに繋がらない実績のために設定された実績である。そういった実績を考えるのはクリエイターによる設計の放棄であると批判した。
Game*Sparkは「ゲーマーがイライラする10の要素」の1つとして「過疎化したオンラインモードの実績/トロフィー」を挙げ、オンライン人口が少ない、オンラインサービス自体が終了していてはコンプリートは不可能であるため、サービス終了時に自動的に解除されることを求めた。
実績連動型ゲームの登場はFLASHゲーム『Achievement Unlocked』で風刺された。同作は単純なプラットフォーマーで、スクロールしない1つの画面上で行われ単純な歩行とジャンプのみ操作可能。ちょっとした動作（「左に移動」「プレイフィールドをクリック」など）から手間のかかる動作（「全てのマスをタッチ」「特定の3つの場所を順番に探して移動」など）の100個の実績を全て取得する以外にこれといったゴールはない。このゲームは2作の続編が発表された。

## ゲーム以外での利用
アメリカ国家安全保障局の情報収集プログラムXKeyscoreは、学習ゲーミフィケーションの1つに新しい分析官のトレーニング支援のために「skilz」ポイントを与える実績が利用された。
インターネット企業カヤックは2018年度の採用活動「いちゲー採用」においてゲームとの関わりに特化した採用方式が行われ、PSNトロフィーのプラチナトロフィーを所有しているプレイヤーは一次選考が免除されるという選考コースがあった。理由は採用方法を考えたとき、プラチナトロフィーは取得が難しいものが多く、それがあるだけでよく、凄く頑張っているからとの意見が社内で多く挙がったからであった。
北米向けのPSNではトロフィー数によってウォレットのクレジットを追加したサービスを2017年に開始した。
Gamefesta Japan 2008のパネルディスカッションでは実績が金品と交換できるようになったらいいかとの質問に参加者はみな否定的で、それがあったら収集をやめる、何もないから美しい、お金以上の価値があるとしていた。

## 実績に関連した記録
2018年、PSNのプラチナトロフィーを1691個獲得したプレイヤー、Hakoom氏が「PSプラットフォームにおいて、最も多くのプラチナトロフィーを獲得した個人」としてギネス世界記録に認定、彼はバーレーン出身の男性で金融会社に勤務しているが勤務時間を変えやすく、1日10時間から20時間、10年かけてプレイして積み上げた。一部ゲームでは取得時間がほぼ同時であるためグループ活動をしているのではないかともいわれたが、4台のPSハードを並行してプレイしている様子をInstagramにアップロードしている。ただし、SIEからプラチナトロフィーの不正獲得を疑われたため、Hakoom氏のPSNアカウントは2024年9月9日に永久BANを食らっている。その後Hakoom氏のPSNアカウントは復元されたが、SIEのパートナーシップ関係を断つきっかけになった。